# فراطبیعی

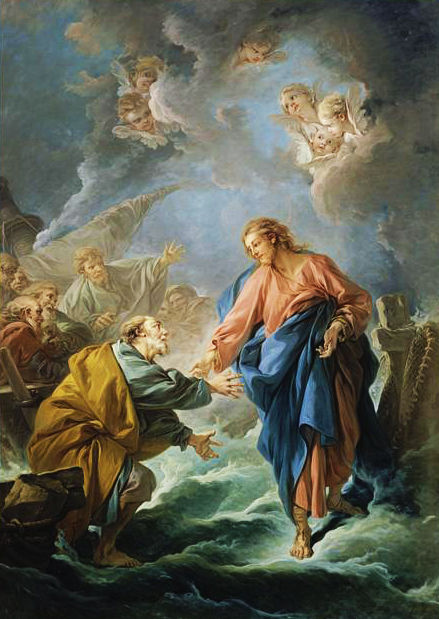
یکی از هنرهای فراطبیعی، راه رفتن عیسی مسیح بر روی آب طراحی شده توسط فرانسوا بوشه کلیسای جامع سنت لوئیس (۱۷۶۶)، کاخ ورسای

فراطبیعی (به انگلیسی: Supernatural) یا ماوراءالطبیعه، شامل پدیده‌های فرضی و قراردادی است که تابع قوانین طبیعت نیستند. طبق تعریف، یک مظاهر یا رویداد ماوراءالطبیعه مستلزم نقض قانون فیزیکی است که گمان می‌رود به اشخاص غیر فیزیکی نسبت داده شده‌است، مانند فرشتگان، شیاطین، خدایان، و از جمله جادو و طلسم، و غیره. شناخت قبلی و ادراک خارج حسی. فلسفه طبیعت‌گرایی بر آن است که همه پدیده‌ها از نظر علمی قابل توضیح هستند و چیزی فراتر از جهان طبیعی وجود ندارد و به همین ترتیب با تردید به ادعاهای ماوراءالطبیعه نزدیک می‌شود.
از نظر تاریخی، قدرتهای ماوراءالطبیعی برای تبیین پدیده‌های متنوعی مانند رعد و برق، فصول و حواس انسان مورد استفاده قرار گرفته‌اند که امروزه از نظر علمی توضیح داده میشوند. ماوراءالطبیعه در فرهنگ عامیانه و زمینه‌های مذهبی مطرح شده‌است، اما همچنین می‌تواند به عنوان یک توضیح در زمینه‌های دنیوی تر، مانند موارد خرافات یا اعتقاد به ماوراءالطبیعه باشد.
برخلاف نیروهای طبیعی، وجود چنین نیروهای فراطبیعی (که به اعتقاد برخی باورپذیر قلمداد می‌شوند)، از طریق روش علمی بازنمودنی و اثبات‌پذیر نیست.
باورهای ماوراء طبیعی بیشتر برای توضیح رویدادهای طبیعی، مانند طوفان یا شیوع بیماری استفاده می شود تا پدیده های اجتماعی. باورهای ماوراء طبیعی برای پر کردن شکاف درک ما از جهان پدیدار شده اند. یکی از نظریه ‌های رایج در این رابطه نشان می ‌دهد: چنین باورهایی زمانی پدیدار می ‌شوند که هیچ عامل علّی روشنی برای یک پدیده وجود نداشته باشد.

## تفاوت با مابعدالطبیعه
متافیزیک یا مابعدالطبیعه (به انگلیسی: Metaphysics)، با فراطبیعی (ماوراءالطبیعه) تفاوت دارد. اما در بسیاری موارد به اشتباه به جای یکدیگر به کار می‌روند. متافیزیک که در واقع ریشه و موضوع اصلی فلسفه محسوب می‌شود، به بحث دربارهٔ مطلق وجود یا وجود بدون هیچ «قید و شرط» می‌پردازد. محققان متافیزیک به بررسی علل اولیه می‌پردازند. اما «ماوراءالطبیعه» مرتبه‌ای از عالم هستی است که ورای طبیعت و جهان مادی و محسوس در نظرگرفته می‌شود.